# Tilly-sur-Meuse
Tilly-sur-Meuse è un comune francese di 273 abitanti situato nel dipartimento della Mosa nella regione del Grand Est.

## Società

### Evoluzione demografica
Abitanti censiti